# Beddomeia
Beddomeia is een geslacht van weekdieren uit de klasse van de Gastropoda (slakken).

## Soort
- Beddomeia launcestonensis (Johnston, 1879)